# Зберанский, Чеслав
Чеслав Михал Зберанский (пол. Czesław Zbierański; 6 декабря 1885, Варшава — 31 мая 1982, Нью-Йорк, США) — польский инженер, пионер польской авиации, авиаконструктор, майор Войска Польского.

## Биография
После окончания учебы во «Львовской Политехнике» инженер Зберанский всерьез заинтересовался авиацией.
Стал одним из основателей «Кружка Авиаторов», в котором начал заниматься проектированием самолета собственной конструкции.
В ходе работы к Зберанскому присоединился инженер Станислав Цивинский. В результате ими был сконструирован и построен биплан Zbierański і Cywinski.
Первое летное испытание самолета было осуществено в мае 1911, оно закончилось неудачей (сгорела часть панели фюзеляжа). Вторая попытка 25 сентября 1911 оказалась успешной. Пилот — испытатель Михал Сципио дель Кампо дал положительное заключение о его возможностях. Самолет новой конструкции был передан в производство и эксплуатацию.
Таким образом, наряду с самолетом «Ласточка» (пол. Jaskółka) авиаконструктора Эдмунда Либанского биплан «Zbierański і Cywinski» стал первым летающим (частично металлической конструкции) самолётом в Царстве Польском.
Участник Первой мировой войны. Служил в добровольческом военном объединении — Польские легионы, затем Польской военной организации.
Воевал на советско-польском фронте в авиации армии Галлера.
После демобилизации в 20-х годах XX в. занялся выпуском самолетов, мотоциклов, железнодорожных дрезин и пр.
В 1930-х работал на различных должностях в государственной администрации II Речи Посполитой. Был старостой Лунинецкого повета, a затем до сентября 1939 — старостой Пружанского повета Полесского воеводства в Западной Белоруссии.
В 1939 эмигрировал во Францию. Во время Второй мировой войны Чеслав Зберанский в 1940 во Франции организовал и руководил Бюро военной промышленности. Позже эмигрировал в Канаду, где работал над производством зенитных орудий, занимался техническим контролем за выпуском самолетов Anson V в компании «Federal Aircraft Company».
В конце войны переехал в США. Умер 31 мая 1982 в Нью-Йорке.

## Награды
- Серебряный крест военного ордена Virtuti Militari
- Крест Независимости
- Командорский крест Ордена Возрождения Польши
- Рыцарь (Кавалерский крест) Ордена Возрождения Польши
- Четыре Креста Храбрых
- Золотой Крест Заслуги с мечами
- Золотой крест Лиги воздушной и противогазовой защиты (Liga Obrony Powietrznej i Przeciwgazowej)